# Los tigres de Mompracem
Los tigres de Mompracem (en italiano: Le tigri di Mompracem) es una novela de aventuras del escritor italiano Emilio Salgari. Es la primera obra del ciclo Piratas de la Malasia que trata sobre las peripecias del pirata malayo ficticio Sandokán. La novela fue publicada por entregas entre 1883 y 1884 con el título de La tigre della Malesia. La versión definitiva se publicó en 1900 con el título actual.

## Introducción
Sandokán, un joven príncipe malayo, subió al trono de Mulder, en la isla asiática de Borneo, cuando apenas tenía veinte años. Pronto comenzó a hacerse fuerte y a conquistar los reinos cercanos. Entonces, viendo amenazado su poder, los hombres blancos, principalmente ingleses y holandeses, se aliaron con el sultán de Varauni para derrotarlo. Las traiciones se sucedían y pronto se asesinó a toda la familia del joven soberano. Sandokán resistió todo lo que pudo, pero acabó siendo vencido por sus enemigos. Entonces, se dedicó a piratear por Borneo al mando de un puñado de valientes que no le habían abandonado. Era perseguido, y, con el paso de los años, se embarcó con sus «cachorros», como él cariñosamente les llamaba, hasta Mompracem, isla que convirtió en su hogar y que pronto se convertiría en el terror del mar de Malasia.
Pasan los años, y cuando suceden las aventuras relatadas en Los tigres de Mompracem, Sandokán dirige a sus cachorros contra los ingleses, felizmente aconsejado y seguido por su gran amigo, el portugués Yáñez.

## Trama
La novela comienza con el pirata Sandokán en su cabaña esperando el retorno a Mompracem de su amigo Yáñez, quien se encuentra en Labuán. Cuando éste regresa, le habla a Sandokán de una joven de infinita belleza, conocida como la Perla de Labuán debido al color blanco de su piel. Sandokán expresa su deseo de marchar a Labuán para verla. Parte a la mañana siguiente con unos cuantos piratas, mientras que Yáñez permanece en Mompracem. Los piratas se encuentran con un crucero y luchan contra él. Tras dos sangrientos combates, Sandokán es el único superviviente de la expedición, pero queda herido de gravedad. Al cabo de unas horas, consigue ganar tierra firme y finalmente pierde el conocimiento a causa de la herida.
Al despertar, Sandokán se encuentra en la casa de lord James Guillonk, enemigo suyo a muerte. James Guillonk es tío y tutor legal de la joven lady Mariana Guillonk, quien resulta ser la Perla de Labuán. Sandokán se hace pasar por un príncipe malayo. El amor entre la joven y Sandokán surge inmediatamente. En cuanto Sandokán se recupera le declara su amor, y ella acepta de inmediato. Sandokán se ve en la tesitura de tener que escoger entre casarse con su amada e irse a vivir lejos o volver con Yáñez y los demás piratas. El baronet William Rosenthal, también enamorado de lady Mariana, descubre la verdadera identidad de Sandokán y se lo hace saber a James Guillonk. Le tienden una emboscada y Sandokán debe huir a Mompracem, no sin llevarse consigo el juramento de amor eterno de lady Mariana.
En el camino se encuentra con Giro-Batol, uno de sus más fieles piratas, que milagrosamente había sobrevivido a la batalla contra el crucero. Giro-Batol le ayuda a llegar a Mompracem valiéndose de una simple canoa. Ya allí, Sandokán, después de hablar con Yáñez, decide volver a Labuán para raptar a lady Mariana, acompañado de éste y de otros piratas. 
Durante el trayecto, son sorprendidos por una tempestad. Dos naves de las tres que participan en la expedición se pierden. Después de muchas aventuras, y gracias a la astucia de Yáñez, que se infiltra en la casa de lord Guillonk disfrazado de oficial del ejército británico, logran llevarse a Mariana. Por deseo de ésta, dejan vivo a James Guillonk, aunque saben que éste puede atacar Mompracem en cualquier momento para recuperar a su sobrina y vengarse. 
Efectivamente, ese momento no tarda en llegar. Los piratas huyen, viendo que cualquier posibilidad de victoria es irrisoria. Más tarde son alcanzados por una corbeta. Tras un combate terrible, Sandokan es capturado tras matar a William Rosenthal. Yáñez y su prao, con las riquezas de Sandokán, logra escapar. Éste, atrapado a bordo de la corbeta junto con Juioko, otro de sus cachorros, se desespera y piensa en cómo salir y rescatar a Mariana, también a bordo. Sandokán y Juioko escapan y se encuentran con el prao del portugués y las dos naves que creían se habían perdido en la tempestad. Todos juntos rescatan a la Perla de Labuán, que estaba a punto de encontrarse con James Guillonk para marchar a Java. La novela termina con un Sandokán sollozando entre los brazos de Mariana mientras exclama «El Tigre ha muerto para siempre».

## Títulos alternativos en español
- Fue inicialmente publicado por entregas en 1883-1884, bajo el título La tigre della Malesia.
- La editorial Molino, de Buenos Aires, 1950, la tituló Los tigres de la Malasia.
- La editorial Acme, de Buenos Aires, en su clásica colección «Robin Hood», la tituló Los tigres de la Malasia.
- La editorial española Anaya, en su clásica colección «Tus Libros», la tituló Los tigres de Mompracem. Es el único título del ciclo publicado en esta colección.
- La editorial Orbis, de Barcelona, en su colección «Emilio Salgari», la publicó en dos tomos: Los tigres de Mompracem y La última batalla.
- La editorial Gahe, de Madrid, en su colección «Salgari», la publicó en dos tomos: Sandokán y La mujer del pirata.
- Terramar ediciones, de La Plata, Argentina, la publicó en su colección «Clásicos de aventuras» en 2011, dividida en dos tomos: Sandokán: Los tigres de Mompracem y Sandokán: La última batalla. Las ediciones cuentan con la traducción clásica de Luciano Boschetti, las ilustraciones de portada de Antonio Bernal Romero y el diseño de la colección homenajea las ediciones populares de la casa editora madrileña «Saturnino Calleja».

- Datos: Q1248151